# Костянтин (Доброгаєв)
Ієрей Костянтин (Доброгаєв) (30 березня 1872, поблизу Стародуба. — 1920-ті, Голінка) — український православний діяч та підприємець на Чернігівщині. Настоятель Голінського Спасо-Преображенського храму (1896-1920-ті). Батько військовика, героя українсько-російської війни 1918—1921 Леоніда Доброгаєва. Брат чернігівського краєзнавця, дослідника української сакральної архітектури Михайла Доброгаєва.

## Життєпис
Народився в околицях Стародуба в родині православного священика Андріана Доброгаєва. Навчався у Стародубській духовній семінарії (1888), але через якийсь конфлікт переведений до Чернігівської духовної семінарії, яку закінчив 1894. Два роки викладав у церковно-приходській школі Стародуба, а після цього 18 лютого 1896 висвячений на настоятеля Голінського Спасо-Преображенського храму у Конотопському повіті.
1912 священик бере участь у розвитку промисловості Голінської волості, запроваджуючи цех дизельної установки для аграрних робіт.
1918 активно підтримав Українську Державу Гетьмана Павла Скоропадського, відрядивши сина Леоніда до війська. Але після окупації Голінки ленінськими загонами, його життя було в небезпеці — син Леонід Доброгаєв воював у полку Отамана Ангела.
Убитий комуністами у дворі сільського священицького будинку або 1919, або на початку 1920-тих (на Поповій вулочці). Закопаний поблизу будинку.